# Parque nacional Corcovado (Chile)
El parque nacional Corcovado es uno de los 46 parques nacionales de Chile, comprendidos dentro del Sistema Nacional de Áreas Protegidas del Estado (SNASPE). Uno de sus principales objetivos de creación es el de proteger los ecosistemas únicos que alberga en su interior, como bahías, fiordos, ríos, volcanes, valles y montañas, entre otros.
Grandes zonas de su terreno, ubicado en el suroeste de la provincia de Palena, en la región de Los Lagos, fueron modeladas por la glaciación y forman paisajes únicos y de gran belleza escénica. Este lugar está catalogado como uno de los últimos sitios puros del planeta.

## Flora
Gran parte del área del parque está cubierta por bosques, principalmente de tipo siempreverde, lenga, coigüe de Magallanes y ciprés de las Guaitecas. Este último es una conífera de lento desarrollo, que puede medir más de 20 m. Debido a la calidad y cualidades de su madera este árbol fue muy codiciado para la confección de muebles y barcos. Gracias a que gran parte de ellos se encontraban en lugares de difícil acceso para el hombre, muchos se salvaron y hoy se encuentran bajo la protección del parque.

## Fauna
Debido a la diversidad de ambientes que se producen en la zona, se desarrolla una rica variedad de ambientes para el crecimiento de la fauna, en especial de mamíferos y aves. Acá habitan distintas especies de zorros y felinos, con murciélagos oreja de ratón u orejudos, entre muchas otras. Además, en las aguas conviven el delfín austral, la orca, el lobo de mar y la tonina.
Entre las especies de aves se destacan la cachaña, la torcaza y el carpintero negro, que habitan en los bosques, y el pato cuchara o el quetro volador y la garza blanca, que ocupan los ambientes acuáticos.

## Atractivos
- Volcán Corcovado: posee una altura de 2300 m s. n. m.
- Río Corcovado: posee una longitud aproximada de 60 km y nace de los ventisqueros.
- Volcán Nevado: es también conocido como Yantenes o Yanteles y tiene una altura de 2.042 m s. n. m.
- Río Tictoc: desagua en valles glaciales donde están los lagos Trébol, Jimena y Escondido.

## Vías de acceso
- Terrestre: desde Villa Santa Lucía por huella casi inaccesible que pasa por el sector.
- Marítima: se puede acceder al sector de bahía Tictoc, en embarcaciones privadas. Sólo en ocasiones llegan hasta ahí naves de la Armada.

## Visitantes
Este parque recibe una pequeña cantidad de visitantes chilenos y extranjeros cada año. Los datos de visitantes disponibles a partir de 2022.
| Año         | 2022  | 2023  | 2024  |
| ----------- | ----- | ----- | ----- |
| chilenos    | 2.416 | 1.802 | 3.056 |
| extranjeros | 197   | 842   | 208   |
| Total       | 2.613 | 2.644 | 3.264 |